# Костјантињивка
Костјантињивка (укр. Костянтинівка) град је у Украјини, у Доњецкој области. Према процени из 2012. у граду је живело 78.114 становника.

## Становништво
Према процени, у граду је 2025. живело 15.000 становника.
| 1979.   | 1989.   | 2001.  | 2012.  |
| ------- | ------- | ------ | ------ |
| 112.020 | 107.562 | 95.111 | 78.114 |